# Francesc de Copons i de Cordelles
Francesc de Copons i de Cordelles fou un membre de la petita noblesa del Pallars Sobirà. Nascut al Castell de Malmercat (Avui conegut com a Castell de Bielsa, municipi de Soriguera). Fill de Josep de Copons i d'Esquerrer i d'Isabel de Cordelles i Romanyer (pubilla de Felicià de Cordelles Marqués de Mura). El seu oncle era Manuel de Copons i d'Esquerrer 19è president de la Generalitat. Fou membre del Braç militar de les Corts el 1705.